# Disòsmia
La disòsmia és un trastorn descrit com qualsevol alteració qualitativa o distorsió de la percepció de l'olfacte. Les alteracions qualitatives difereixen de les alteracions quantitatives, que inclouen l'anòsmia i la hipoòsmia. La disòsmia es pot classificar com a paròsmia (també anomenada tropòsmia) o com a fantòsmia. La paròsmia és una distorsió en la percepció d'un olor, diferent del que es recorda. La fantòsmia és la percepció d'una olor quan no hi ha olor. La causa de la disòsmia segueix sent una teoria. Normalment es considera un trastorn neurològic i s'han fet associacions clíniques amb aquest trastorn. La majoria dels casos es descriuen com idiopàtics i els principals antecedents relacionats amb la paròsmia són les infeccions del tracte respiratori superior, el traumatisme cranioencefàlic i la malaltia nasal i paranasal. La disòsmia tendeix a desaparèixer per si sola, però hi ha opcions de tractament per als pacients que volen alleujar-lo ràpidament.